# Пакшинек
Пакшинек (пол. Pakszynek, нім. Neu Pakschin) — село в Польщі, у гміні Чернеєво Гнезненського повіту Великопольського воєводства.
Населення — 55 осіб (2011).
У 1975-1998 роках село належало до Познанського воєводства.

## Демографія
Демографічна структура станом на 31 березня 2011 року:
|          | Загалом | Допрацездатний вік | Працездатний вік | Постпрацездатний вік |
| -------- | ------- | ------------------ | ---------------- | -------------------- |
| Чоловіки | 30      | 5                  | 21               | 4                    |
| Жінки    | 25      | 1                  | 17               | 7                    |
| Разом    | 55      | 6                  | 38               | 11                   |